# Suzuki GSR600
Suzuki GSR600 – motocykl typu naked bike wyposażony w czterocylindrowy rzędowy silnik o pojemności 599ccm. Został wprowadzony na rynek w 2006 roku jako średniej wielkości motocykl miejski ze zmodyfikowanym silnikiem z Suzuki GSX-R600. W silniku został zmieniony średni i wysoki zakres obrotów. Posiada regulowane tylne zawieszenie (odbicie i kompresja).

## Historia
W roku 2001 Suzuki zaprezentowało nowy motocykl koncepcyjny o nazwie B-King (lub Boost-King). Dzięki zmodyfikowanemu silnikowi GSXR-1300 Hayabusa i zastosowaniu nowoczesnego wyglądu dla motocykla miejskiego zrobił on wrażenie na entuzjastach motoryzacji z całego świata. Jednakże, B-King nie trafił do produkcji seryjnej (rozpoczęto ją dopiero w 2007 roku). Zamiast niego w grudniu 2005 roku nastąpiła odsłona nowoczesnego naked-bike'a Suzuki GSR600, którego motto reklamowe brzmiało "Sztuka nowoczesna połączona z technologią wyścigową". Ponieważ był on bardzo podobny stylistycznie do B-King był początkowo nazywany "Baby B-King" lub "Baby-King". Posiadał on części normalnie przeznaczone dla wyższej klasy modeli sztandarowych, takie jak np. czterotłoczkowe hamulce Tokico stosowane w motocyklach z serii GSX-R600.

## 2006
W styczniu pierwsze sztuki motocykla trafiają do lokalnych dealerów.

## 2006 S-model
Wariant modelu nazywany GSR600S lub 'S'-model został wydany połowie 2006 roku. Różni się od standardowego modelu przednią owiewką, protektorem grilla chłodnicy i laminowanymi włóknem węglowym wybranymi częściami.

## 2007
W latach 2007–2008 na różnych rynkach zostały wprowadzone modele wyposażone w system ABS.

## Suzuki GSR400
GSR400 – model produkowany na rynek japoński stał się w połowie 2006 roku dostępny także dla innych krajów. Miał takie same wymiary jak GSR600, a różnił się tylko pojemnością silnika (339ccm zamiast 599ccm), mniejszymi tłumikami, mniejszym zakresem obrotów i plastikową osłoną silnika po lewej stronie. Motocykl znalazł klientów na rynku japońskim i w niektórych krajach azjatyckich ze względu na panujące tam wymogi licencyjne oraz użyteczność na drogach i praktyczność.

## Dane techniczne
| Silnik / Przeniesienie napędu  | Silnik / Przeniesienie napędu                     | Silnik / Przeniesienie napędu                     | Silnik / Przeniesienie napędu                     | Silnik / Przeniesienie napędu                     | Silnik / Przeniesienie napędu                     |
| ------------------------------ | ------------------------------------------------- | ------------------------------------------------- | ------------------------------------------------- | ------------------------------------------------- | ------------------------------------------------- |
| Typ silnika                    | Rzędowy czterocylindrowy, DOHC                    | Rzędowy czterocylindrowy, DOHC                    | Rzędowy czterocylindrowy, DOHC                    | Rzędowy czterocylindrowy, DOHC                    | Rzędowy czterocylindrowy, DOHC                    |
| System smarowania              | Ciśnieniowy z mokrą misą olejową                  | Ciśnieniowy z mokrą misą olejową                  | Ciśnieniowy z mokrą misą olejową                  | Ciśnieniowy z mokrą misą olejową                  | Ciśnieniowy z mokrą misą olejową                  |
| System chłodzenia              | Ciecz                                             | Ciecz                                             | Ciecz                                             | Ciecz                                             | Ciecz                                             |
| Ilość suwów                    | 4                                                 | 4                                                 | 4                                                 | 4                                                 | 4                                                 |
| Moc maksymalna                 | 98.00 KM (71.5 kW)) przy 12000 RPM                | 98.00 KM (71.5 kW)) przy 12000 RPM                | 98.00 KM (71.5 kW)) przy 12000 RPM                | 98.00 KM (71.5 kW)) przy 12000 RPM                | 98.00 KM (71.5 kW)) przy 12000 RPM                |
| Maksymalny moment obrotowy     | 64.70 Nm (6.6 kgf-m or 47.7 ft.lbs) przy 9600 RPM | 64.70 Nm (6.6 kgf-m or 47.7 ft.lbs) przy 9600 RPM | 64.70 Nm (6.6 kgf-m or 47.7 ft.lbs) przy 9600 RPM | 64.70 Nm (6.6 kgf-m or 47.7 ft.lbs) przy 9600 RPM | 64.70 Nm (6.6 kgf-m or 47.7 ft.lbs) przy 9600 RPM |
| Maksymalny RPM                 | 16 000                                            | 16 000                                            | 16 000                                            | 16 000                                            | 16 000                                            |
| Średnica cylindra x skok tłoka | 67.0 × 42.5 mm                                    | 67.0 × 42.5 mm                                    | 67.0 × 42.5 mm                                    | 67.0 × 42.5 mm                                    | 67.0 × 42.5 mm                                    |
| Stopień sprężania              | 12.5:1                                            | 12.5:1                                            | 12.5:1                                            | 12.5:1                                            | 12.5:1                                            |
| Zasilanie                      | Wtrysk paliwa                                     | Wtrysk paliwa                                     | Wtrysk paliwa                                     | Wtrysk paliwa                                     | Wtrysk paliwa                                     |
| Ilość zaworów na cylinder      | 4                                                 | 4                                                 | 4                                                 | 4                                                 | 4                                                 |
| Zapłon                         | Elektroniczny                                     | Elektroniczny                                     | Elektroniczny                                     | Elektroniczny                                     | Elektroniczny                                     |
| Rozruch                        | Elektroniczny                                     | Elektroniczny                                     | Elektroniczny                                     | Elektroniczny                                     | Elektroniczny                                     |
| Skrzynia biegów                | 6-biegowa                                         | 6-biegowa                                         | 6-biegowa                                         | 6-biegowa                                         | 6-biegowa                                         |
| Wtórne przeniesienie napędu    | łańcuch                                           | łańcuch                                           | łańcuch                                           | łańcuch                                           | łańcuch                                           |
| Sprzęgło                       | Mokre                                             | Mokre                                             | Mokre                                             | Mokre                                             | Mokre                                             |
| Wymiary i wagi                 |                                                   |                                                   |                                                   |                                                   |                                                   |
| Waga na sucho                  | 183 kg                                            | 183 kg                                            | 183 kg                                            | 183 kg                                            | 183 kg                                            |
| Wysokość siodła                | 785mm                                             | 785mm                                             | 785mm                                             | 785mm                                             | 785mm                                             |
| Wysokość całkowita             | 1 075mm                                           | 1 075mm                                           | 1 075mm                                           | 1 075mm                                           | 1 075mm                                           |
| Długość całkowita              | 2 090mm                                           | 2 090mm                                           | 2 090mm                                           | 2 090mm                                           | 2 090mm                                           |
| Szerokość całkowita            | 795mm                                             | 795mm                                             | 795mm                                             | 795mm                                             | 795mm                                             |
| Prześwit                       | 130mm                                             | 130mm                                             | 130mm                                             | 130mm                                             | 130mm                                             |
| Rozstaw osi                    | 1 440mm                                           | 1 440mm                                           | 1 440mm                                           | 1 440mm                                           | 1 440mm                                           |
| Podwozie                       |                                                   |                                                   |                                                   |                                                   |                                                   |
| Typ ramy                       | Aluminiowa                                        | Aluminiowa                                        | Aluminiowa                                        | Aluminiowa                                        | Aluminiowa                                        |
| Kąt główki ramy                | 64,5°                                             | 64,5°                                             | 64,5°                                             | 64,5°                                             | 64,5°                                             |
| Wyprzedzenie                   | 104mm                                             | 104mm                                             | 104mm                                             | 104mm                                             | 104mm                                             |
| Zawieszenie przód              | Widelec teleskopowy                               | Widelec teleskopowy                               | Widelec teleskopowy                               | Widelec teleskopowy                               | Widelec teleskopowy                               |
| Skok zawieszenia przedniego    | 130mm                                             | 130mm                                             | 130mm                                             | 130mm                                             | 130mm                                             |
| Zawieszenie tył                | Wahacz z amortyzatorem hydraulicznym              | Wahacz z amortyzatorem hydraulicznym              | Wahacz z amortyzatorem hydraulicznym              | Wahacz z amortyzatorem hydraulicznym              | Wahacz z amortyzatorem hydraulicznym              |
| Skok zawieszenia tylnego       | 134mm                                             | 134mm                                             | 134mm                                             | 134mm                                             | 134mm                                             |
| Opona przednia                 | 120/70-17                                         | 120/70-17                                         | 120/70-17                                         | 120/70-17                                         | 120/70-17                                         |
| Opona tylna                    | 180/55-17                                         | 180/55-17                                         | 180/55-17                                         | 180/55-17                                         | 180/55-17                                         |
| Hamulec przedni                | Dwutarczowy z czterotłoczkowym zaciskiem          | Dwutarczowy z czterotłoczkowym zaciskiem          | Dwutarczowy z czterotłoczkowym zaciskiem          | Dwutarczowy z czterotłoczkowym zaciskiem          | Dwutarczowy z czterotłoczkowym zaciskiem          |
| Średnica przedniej tarczy      | 320mm                                             | 320mm                                             | 320mm                                             | 320mm                                             | 320mm                                             |
| Hamulec tylny                  | Jednotarczowy                                     | Jednotarczowy                                     | Jednotarczowy                                     | Jednotarczowy                                     | Jednotarczowy                                     |
| Średnica tylnej tarczy         | 240 mm                                            | 240 mm                                            | 240 mm                                            | 240 mm                                            | 240 mm                                            |
| Prędkość i przyspieszenie      |                                                   |                                                   |                                                   |                                                   |                                                   |
| Prędkość maksymalna            | 225.0 km/h (139.8 mph)                            | 225.0 km/h (139.8 mph)                            | 225.0 km/h (139.8 mph)                            | 225.0 km/h (139.8 mph)                            | 225.0 km/h (139.8 mph)                            |
| Stosunek mocy do masy          | 0.5355 HP/kg                                      | 0.5355 HP/kg                                      | 0.5355 HP/kg                                      | 0.5355 HP/kg                                      | 0.5355 HP/kg                                      |
| Inne dane                      |                                                   |                                                   |                                                   |                                                   |                                                   |
| Pojemność zbiornika paliwa     | 16.5 litra                                        | 16.5 litra                                        | 16.5 litra                                        | 16.5 litra                                        | 16.5 litra                                        |